# Володарський Леонід Веніамінович
Леонід Веніамінович Володарський (20 травня 1950—7 серпня 2023, Москва) — російський перекладач, письменник, радіоведучий. Знаний, голово, як перекладач багатьох фільмів, що з'явилися на радянських і російських екранах в 80-х — на початку 90-х. У Росії отримав прізвиська «гугнявий перекладач» і «Перекладач з прищіпкою на носі». Є одним з перших піратських перекладачів в СРСР.